# París-Niza 1959
La París-Niza 1959 fue la 17.ª edición de la París-Niza, que se disputó entre el 4 y el 14 de marzo de 1959. La carrera fue ganada por el francés Jean Graczyk, del equipo Leroux-Helyett, por delante de Gérard Saint (Saint Raphael-Geminiani) y Pierino Baffi (Ignis). El francés Louison Bobet (Mercier-BP) se impuso en la clasificación de la montaña, Nicolas Barone (Saint Raphael-Geminiani) ganó la clasificación por puntos y el conjunto Saint Raphael-Geminiani la de equipos.
La prueba se convierte en una París-Niza-Roma. Se hacen tres clasificaciones: la primera, la tradicional por el recorrido París-Niza, el otro por el ganador en el trayecto de Niza a Roma y la tercera por el ganador en la suma de las otras dos. Jean Graczyk ganó la París-Niza y la clasificación global mientras que Gérard Saint ganó la Niza-Roma. En esta segunda parte de la prueba el líder llevaba un maillot verde.

## Participantes
En esta edición de la París-Niza tomaron la salida 96 corredores divididos en 12 equipos: Peugeot-BP, Carpano, Leroux-Helyett, Atala, Saint Raphael-Geminiani, Mercier-BP, Ignis, Flandria-Mann, Torpado, Liberia, Emi y Urago/Ghigi. La prueba lo acabaron 46 corredores.

## Resultados de las etapas
| Etapas                 | Fecha       | Recorrido             | Km       | Vencedor de etapa  | Líder de la general |
| ---------------------- | ----------- | --------------------- | -------- | ------------------ | ------------------- |
| 1.ª etapa              | 4 de marzo  | París-Gien            | 170 km   | Willy Vannitsen    | Willy Vannitsen     |
| 2.ª etapa              | 5 de marzo  | Gien-Moulins          | 210 km   | Vito Favero        | Willy Vannitsen     |
| 3.ª etapa              | 6 de marzo  | Moulins-Saint-Étienne | 181 km   | Léon Van Daele     | Léon Van Daele      |
| 4.ª etapa              | 7 de marzo  | Saint-Étienne-Usès    | 218 km   | Armando Pellegrini | Pierino Baffi       |
| 5.ª etapa, 1.er sector | 8 de marzo  | Usès-Vergèze (CRI)    | 27 km    | Jacques Anquetil   | Gérard Saint        |
| 5.ª etapa, 2.º sector  | 8 de marzo  | Vergèze-Manosque      | 164.5 km | Vito Favero        | Gérard Saint        |
| 6.ª etapa              | 9 de marzo  | Manosque-Niza         | 202 km   | Pierre Everaert    | Jean Graczyk        |
| 7.ª etapa              | 10 de marzo | Menton-Ventimiglia    | 72 km    | Gérard Saint       | Jean Graczyk        |
| 8.ª etapa              | 11 de marzo | Ventimiglia-Chiavari  | 208 km   | Pierre Everaert    | Jean Graczyk        |
| 9.ª etapa              | 12 de marzo | Chiavari-Florencia    | 225 km   | Pierino Baffi      | Jean Graczyk        |
| 10.ª etapa             | 13 de marzo | Florencia-Siena       | 119 km   | Michel van Aerde   | Jean Graczyk        |
| 11.ª etapa             | 14 de marzo | Siena-Roma            | 254 km   | Armando Pellegrini | Jean Graczyk        |

## Etapas

### 1.ª etapa
4-03-1959. París-Gien, 170 km.
Salida neutralizada: Plaza del Ayuntamiento de París
Salida real: Le Pont de Antony.
|   | Ciclista        | Equipo                  | Tiempo     |
| - | --------------- | ----------------------- | ---------- |
| 1 | Willy Vannitsen | Urago/Ghigi             | 4h 36' 52" |
| 2 | Léon van Daele  | Flandria-Mann           | m. t.      |
| 3 | Roger Rivière   | Saint Rapahel-Geminiani | m. t.      |

### 2.ª etapa
5-03-1959. Gien-Moulins, 210 km.
|   | Ciclista        | Equipo        | Tiempo     |
| - | --------------- | ------------- | ---------- |
| 1 | Vito Favero     | Atala         | 5h 31' 10" |
| 2 | Willy Vannitsen | Urago/Ghigi   | m. t.      |
| 3 | Léon van Daele  | Flandria-Mann | m. t.      |

### 3.ª etapa
6-03-1959. Moulins-Saint-Étienne, 181 km.
|   | Ciclista         | Equipo        | Tiempo     |
| - | ---------------- | ------------- | ---------- |
| 1 | Léon van Daele   | Flandria-Mann | 4h 50' 14" |
| 2 | Michel van Aerde | Carpano       | m. t.      |
| 3 | Jean Gainche     | Mercier-BP    | m. t.      |

### 4.ª etapa
7-03-1959. Saint-Etienne-Usès, 212 km.
|   | Ciclista           | Equipo  | Tiempo     |
| - | ------------------ | ------- | ---------- |
| 1 | Armando Pellegrini | Emi     | 5h 04' 18" |
| 2 | Josep Segú         | Liberia | m. t.      |
| 3 | Pierino Baffi      | Ígneos  | m. t.      |

### 5.ª etapa,1.ersector
8-03-1959. Usès-Vergèze, 27 km. (CRI)
|   | Ciclista         | Equipo                  | Tiempo  |
| - | ---------------- | ----------------------- | ------- |
| 1 | Jacques Anquetil | Leroux-Helyett          | 33' 12" |
| 2 | Roger Rivière    | Saint Raphael-Geminiani | + 1"    |
| 3 | Gérard Saint     | Saint Raphael-Geminiani | + 30"   |

### 5.ª etapa, 2.º sector
8-03-1959. Vergèze-Manosque, 164.5 km.
|   | Ciclista         | Equipo     | Tiempo     |
| - | ---------------- | ---------- | ---------- |
| 1 | Vito Favero      | Atala      | 4h 03' 32" |
| 2 | Michel van Aerde | Carpano    | m. t.      |
| 3 | Frans Schoubben  | Peugeot-BP | m. t.      |

### 6.ª etapa
9-03-1959. Manosque-Niza, 202 km.
Llegada situada al Paseo de los Ingleses.
|   | Ciclista              | Equipo                  | Tiempo     |
| - | --------------------- | ----------------------- | ---------- |
| 1 | Pierre Everaert       | Saint Raphael-Geminiani | 5h 54' 25" |
| 2 | Tranquillo Scudellaro | Torpado                 | m. t.      |
| 3 | Raymond Vrancken      | Flandria-Mann           | m. t.      |

### 7.ª etapa
10-03-1959. Menton-Ventimiglia, 72 km.
|   | Ciclista      | Equipo                  | Tiempo     |
| - | ------------- | ----------------------- | ---------- |
| 1 | Gérard Saint  | Saint Raphael-Geminiani | 1h 55' 39" |
| 2 | Roger Rivière | Saint Raphael-Geminiani | + 4"       |
| 3 | Louison Bobet | Mercier-BP              | m. t.      |

### 8.ª etapa
11-03-1959. Ventimiglia-Chiavari, 208 km.
|   | Ciclista        | Equipo                  | Tiempo     |
| - | --------------- | ----------------------- | ---------- |
| 1 | Pierre Everaert | Saint Rapahel-Geminiani | 5h 09' 01" |
| 2 | Pierino Baffi   | Ígneos                  | m. t.      |
| 3 | Cleto Maule     | Carpano                 | m. t.      |

### 9.ª etapa
12-03-1959. Chiavari-Florencia, 225 km.
|   | Ciclista        | Equipo  | Tiempo     |
| - | --------------- | ------- | ---------- |
| 1 | Pierino Baffi   | Ígneos  | 6h 17' 52" |
| 2 | Cleto Maule     | Carpano | + 5"       |
| 3 | Loris Guernieri | Torpado | m. t.      |

### 10.ª etapa
13-03-1959. Florencia-Siena, 119 km.
|   | Ciclista         | Equipo                  | Tiempo     |
| - | ---------------- | ----------------------- | ---------- |
| 1 | Michel van Aerde | Carpano                 | 2h 54' 15" |
| 2 | Roger Rivière    | Saint Rapahel-Geminiani | m. t.      |
| 3 | Pierre Everaert  | Saint Rapahel-Geminiani | m. t.      |

### 11.ª etapa
14-03-1959. Siena-Roma, 254 km.
Llegada situada al Foro Romano.
|   | Ciclista            | Equipo                  | Tiempo     |
| - | ------------------- | ----------------------- | ---------- |
| 1 | Armando Pellegrini  | Emi                     | 6h 32' 02" |
| 2 | Jean-Claude Annaert | Saint Rapahel-Geminiani | m. t.      |
| 3 | Nicolas Barone      | Saint Rapahel-Geminiani | m. t.      |

## Clasificaciones finales

### Clasificación general
|    | Ciclista         | Equipo                  | Tiempo      |
| -- | ---------------- | ----------------------- | ----------- |
| 1  | Jean Graczyk     | Leroux-Helyett          | 53h 36' 04" |
| 2  | Gérard Saint     | Saint Raphael-Geminiani | + 15"       |
| 3  | Pierino Baffi    | Ígneos                  | + 4' 15"    |
| 4  | Henry Anglade    | Liberia                 | + 4' 44"    |
| 5  | Pierre Everaert  | Saint Raphael-Geminiani | + 5' 13"    |
| 6  | Gastone Nencini  | Carpano                 | + 5' 50"    |
| 7  | Roger Rivière    | Saint Raphael-Geminiani | + 6' 24"    |
| 8  | Nicolas Barone   | Saint Raphael-Geminiani | + 6' 26"    |
| 9  | Michel van Aerde | Carpano                 | + 8' 10"    |
| 10 | Jean Dotto       | Liberia                 | + 9' 32"    |

## Evolución de las clasificaciones
| Etapa(Vencedor)                         | Clasificación general |
| --------------------------------------- | --------------------- |
| Etapa 1 (Willy Vannitsen)               | Willy Vannitsen       |
| Etapa 2 (Vito Favero)                   | Willy Vannitsen       |
| Etapa 3 (Léon van Daele)                | Léon van Daele        |
| Etapa 4 (Armando Pellegrini)            | Pierino Baffi         |
| Etapa 5, 1.er sector (Jacques Anquetil) | Gérard Saint          |
| Etapa 5, 2.º sector (Vito Favero)       | Gérard Saint          |
| Etapa 6 (Pierre Everaert)               | Jean Graczyk          |
| Etapa 7 (Gérard Saint)                  | Jean Graczyk          |
| Etapa 8 (Pierre Everaert)               | Jean Graczyk          |
| Etapa 9 (Pierino Baffi)                 | Jean Graczyk          |
| Etapa 10 (Michel van Aerde)             | Jean Graczyk          |
| Etapa 11 (Armando Pellegrini)           | Jean Graczyk          |